# E403
La ruta europea E403 és una carretera que forma part de la Xarxa de carreteres europees. Comença a Zeebrugge (Bèlgica) i finalitza a Tournai (Bèlgica). Té una longitud de 84 km. Té una orientació de nord a sud.

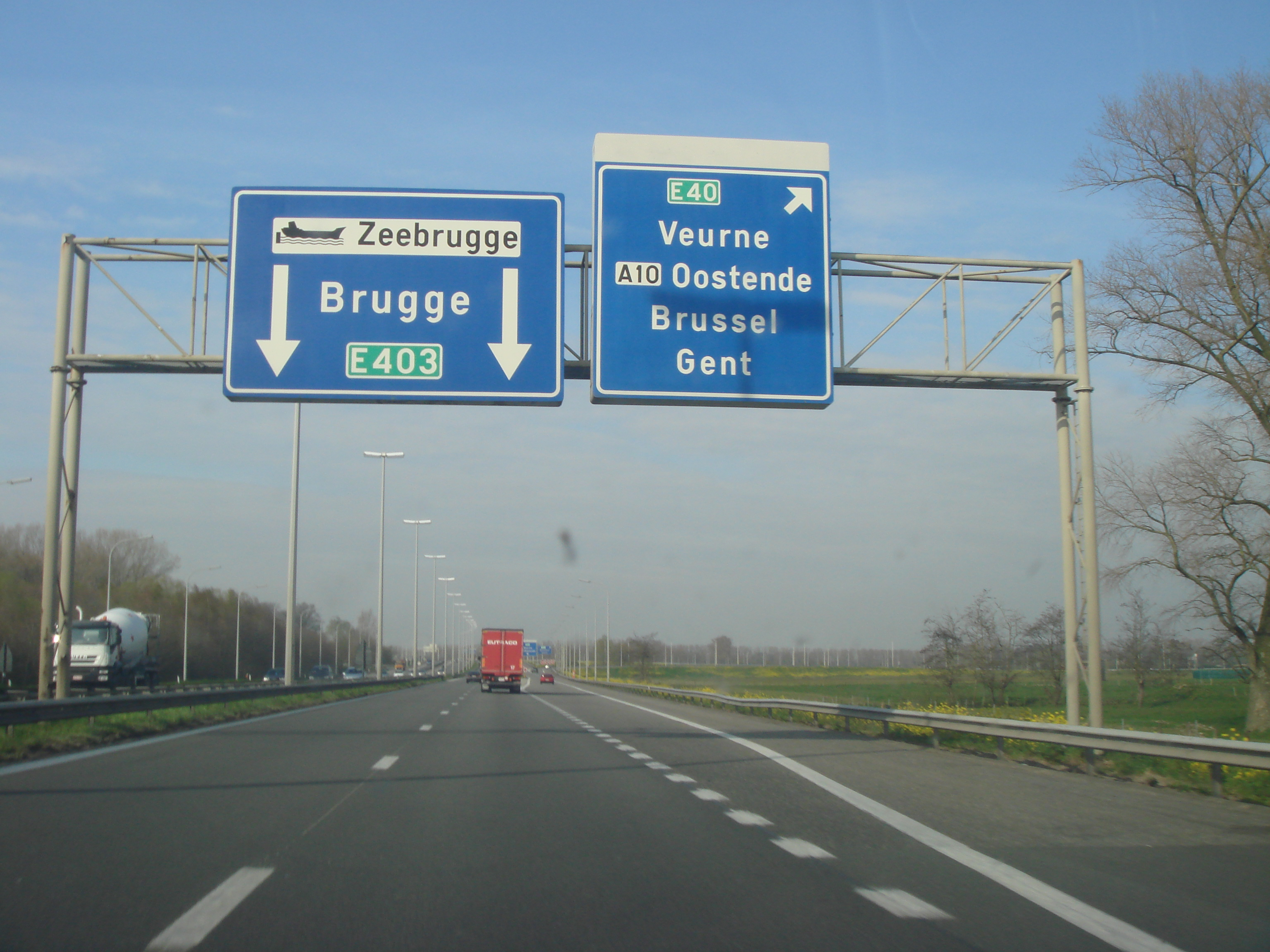
Ruta europea E403 prop de Bruges.